# Rolf Winkelgrund
Rolf Winkelgrund (* 17. August 1936 in Bielefeld; † 30. Juni 2021 in Berlin) war ein deutscher Theaterregisseur.

## Leben
Rolf Winkelgrund interessierte sich schon als Schüler im Bielefelder Gymnasium für die Kunst des Theaters. Seine Theaterleidenschaft offenbarte er zusammen mit sechs Mitschülern, „mit denen er in absichtsvoller Minderleistung sitzen bleibt, und das im Abschlussjahr – nur um eine gemeinsam begonnene »Leonce und Lena«-Inszenierung im Schülertheater zu Ende bringen zu können.“ Winkelgrund studierte Germanistik und Theaterwissenschaft an der Ludwig-Maximilians-Universität München. Sein Regiedebüt gab er 1959 im Nationaltheater Mannheim. Auf Grund seiner pazifistischen Überzeugungen und wegen der Remilitarisierungspolitik während der Adenauer-Ära wechselte er 1961 in die Deutsche Demokratische Republik. Seine Laufbahn als Theater-Regisseur setzte er in der DDR erfolgreich fort, zuerst in Cottbus, danach in Potsdam und in Ost-Berlin am Maxim-Gorki-Theater und am Deutschen Theater. 1980 erhielt er den Theodor-Fontane-Preis.

## Darstellung Winkelgrunds in der bildenden Kunst
- Norbert Weinke: Regisseur Rolf Winkelgrund (schwarzer und blauer Kugelschreiber, 19,6 × 28,7 cm, 1982; Otto-Dix-Haus Gera)

## Regiearbeit
- 1968: Jochen Haufe: Maria Theresia Schluze (Staatstheater Cottbus)
- 1970: Alfred Matusche: Kap der Unruhe (Hans Otto Theater, Potsdam – Kleines Theater am Altmarkt)
- 1973: Alonso Alegría: Die Überquerung des Niagarafalls (Hans Otto Theater Potsdam)
- 1974: Alfred Matusche: An beiden Ufern (Hans Otto Theater Potsdam)
- 1975: Tadeusz Różewicz: Die Zeugen oder Unsere kleine Stabilisierung (Hans Otto Theater Potsdam)
- 1975: Athol Fugard: Buschmann und Lena (Hans-Otto-Theater Potsdam)
- 1976: Federico García Lorca: Bluthochzeit (Hans-Otto-Theater Potsdam)
- 1981: Tadeusz Różewicz: Weiße Ehe (DT im Maxim-Gorki-Theater Berlin)
- 1981: Alonso Alegria: Der weiße Anzug (Hans Otto Theater Potsdam)
- 1982: Dale Wasserman: Einer flog über das Kuckucksnest (Maxim-Gorki-Theater Berlin)
- 1983: Seán O’Casey: Der Pflug und die Sterne (Maxim-Gorki-Theater Berlin)
- 1984: Alfred Matusche: Kap der Unruhe (Maxim-Gorki-Theater Berlin)
- 1985: Ernst Barlach: Der blaue Boll (Deutsches Theater Berlin)
- 1986: Sean O’Casey: Kikeriki (Deutsches Theater Berlin)
- 1987: Roger Vitrac: Victor oder Die Kinder an der Macht (Maxim-Gorki-Theater Berlin)
- 1991: Trevor Griffiths: Komiker (Maxim-Gorki-Theater Berlin)

## Filmografie
- 1977: Die Überquerung des Niagarafalls (Studioaufzeichnung)
- 1978: Bluthochzeit (Studioaufzeichnung)
- 1988: Der blaue Boll (Theateraufzeichnung)